# 浪漫友情

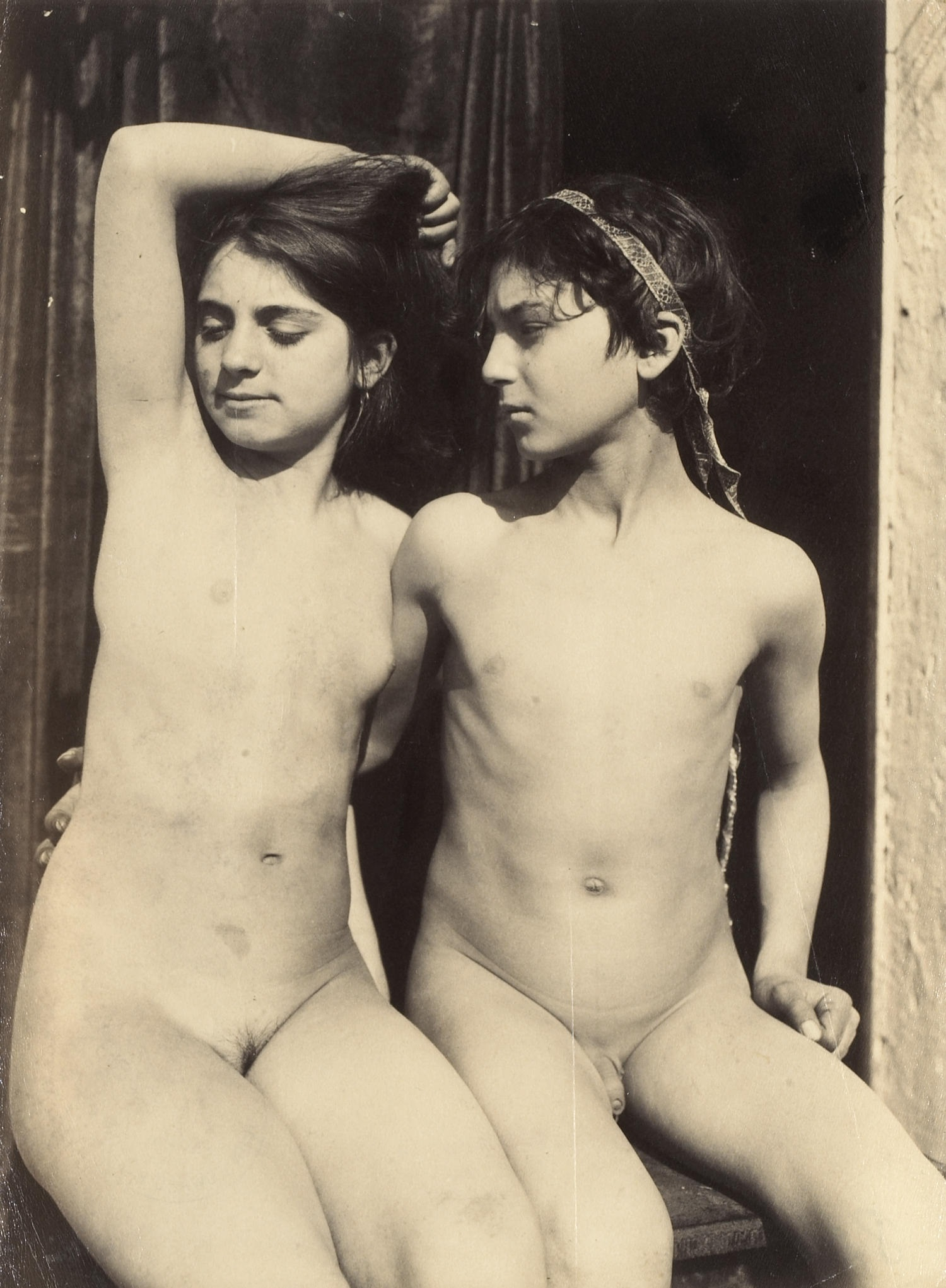
《無邪》的少年男女

浪漫友情指的是极亲密的朋友关系，通常含有一定程度的身體親密，例如牽手、擁抱、親吻、按摩或同床共枕。然而浪漫友情与愛情最大的区别在于，存在浪漫友情关系的两人之间通常不会发生性行為。
浪漫友情在西方社会常见，但在亞非拉美多地，行為舉止親密的男女或男男朋友關係可能被當作伴侶關係；在大中華以外的亞非拉美多地，親密的女女朋友關係亦然。

## 历史
浪漫友情关系在19世纪以前的西方社会是十分普遍的，并且与恋愛关系相区别。19世纪后期，这种情况发生了改变。異性间的亲密行为变少，社会逐渐以怀疑的眼光看待这种关系，例如：性伴侶或砲友。